# Wełyka Znamjanka
Wełyka Znamjanka (ukr. Велика Знам'янка) – wieś na Ukrainie, w obwodzie zaporoskim, w rejonie wasylowskim, w hromadzie Kamjanka-Dniprowśka. W 2001 liczyła 8989 mieszkańców, spośród których 1786 wskazało jako ojczysty język ukraiński, 7061 rosyjski, 11 mołdawski, 1 bułgarski, 6 białoruski, 84 ormiański, 2 polski, 1 grecki, a 37 inny.